# Liste von Bergwerken in Rheinland-Pfalz

Landkreise und kreisfreie Städte in Rheinland-Pfalz.

Die Liste von Bergwerken in Rheinland-Pfalz benennt Bergwerksanlagen im Bundesland Rheinland-Pfalz, Deutschland. Sie erhebt keinen Anspruch auf Vollständigkeit.

## Liste

### Bad Dürkheim
| Name | Kreis                             | Ort                         | Revier | Beginn | Ende | Bodenschatz | Anmerkungen             |
| ---- | --------------------------------- | --------------------------- | ------ | ------ | ---- | ----------- | ----------------------- |
|      | Bad Dürkheim und Donnersbergkreis | Hettenleidelheim, Eisenberg |        |        |      | Ton         | Tagebau, früher Tiefbau |
|      | Bad Dürkheim und Donnersbergkreis | Eisenberg (Pfalz)           |        |        |      | Klebsand    |                         |

### Eifel
Siehe: Liste der rheinland-pfälzischen Bergwerke in der Eifel

### Hunsrück
Siehe: Liste von Bergwerken im Hunsrück

### Pfalz
Siehe: Liste von Bergwerken in der Pfalz

### Taunus
Siehe: Liste von Bergwerken im Taunus